# 小行星5026
小行星5026（英語：5026 Martes）是一颗围绕太阳公转的小行星。1987年8月22日，安東寧·姆爾科斯在克列特发现了此天体。
这颗小行星的绝对星等为17.00795等。